# Mirificarma
Mirificarma is een geslacht van vlinders van de familie tastermotten (Gelechiidae).

## Soorten
- M. aflavella (Amsel, 1935)
- M. burdonella (Rebel, 1930)
- M. cabezella (Chretien, 1925)
- M. constricta Pitkin, 1984
- M. cytisella (Treitschke, 1833)
- M. denotata Pitkin, 1984
- M. eburnella

Vuurpalpmot (Denis & Schiffermüller, 1775)
- M. fasciata Pitkin, 1984
- M. flavella (Duponchel, 1844)
- M. flavonigrella (Chrétien, 1915)
- M. interrupta

Streephoutmot (Curtis, 1827)
- M. lentiginosella

Witpootpalpmot (Zeller, 1839)
- M. maculatella (Hübner, 1796)
- M. minimella Huemer & Karsholt, 2001
- M. monticolella (Rebel, 1931)
- M. montivaga (Walsingham, 1904)

- M. mulinella

Bremkwastje (Zeller, 1839)
- M. obscurella (Hübner, 1817)
- M. ocellinella (Chrétien, 1915)
- M. pallidipulchra (Walsingham, 1904)
- M. pederskoui Huemer & Karsholt, 1999
- M. rhodoptera (Mann, 1866)
- M. scissella (Chrétien, 1915)
- M. ulicinella (Staudinger, 1859)